# Isabella del Balzo
Isabella del Balzo (Minervino Murge, 24 giugno 1465 – Ferrara, 22 maggio 1533) fu regina consorte di Federico I di Napoli e, dopo la morte del padre, 3ª principessa d’Altamura, 5ª duchessa d’Andria, 2ª duchessa di Venosa, duchessa di Castel del Monte e 4ª contessa di Bisceglie.

## Biografia

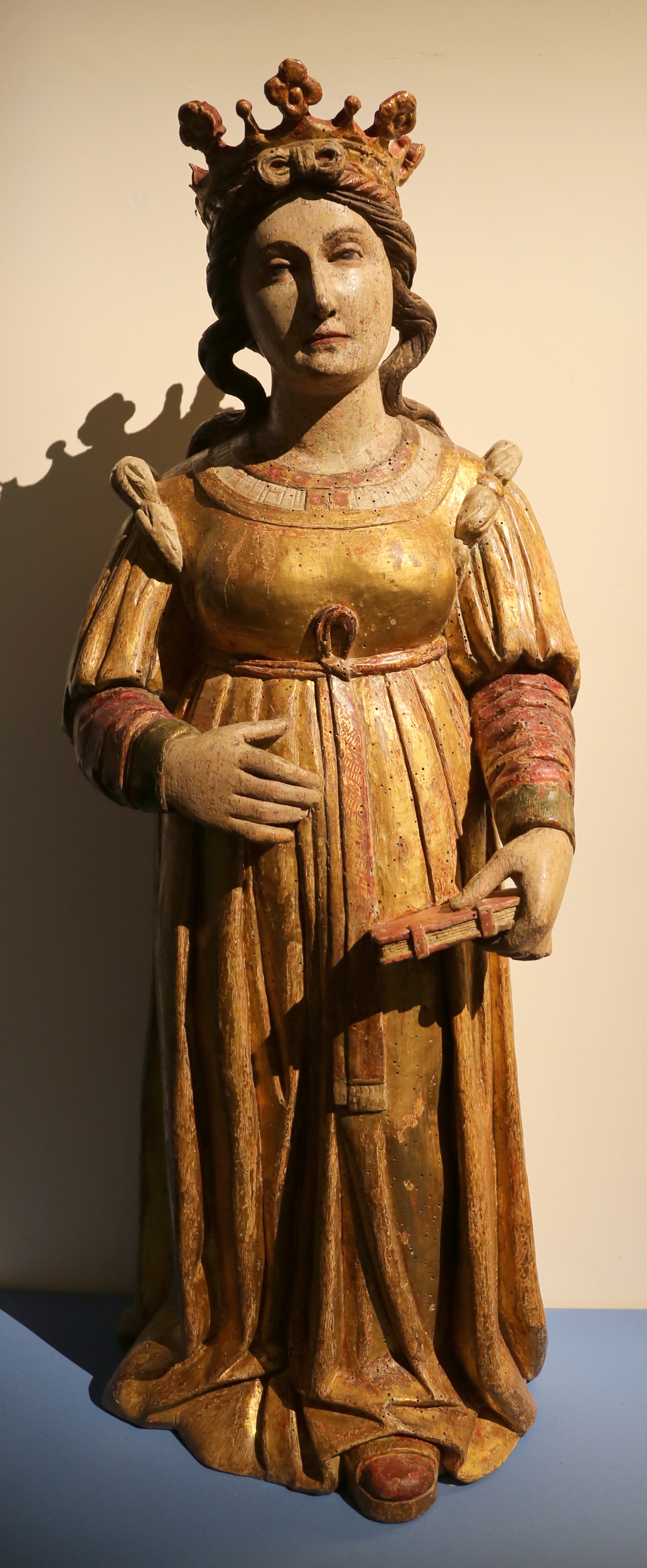
La regina Isabella in una statuetta di Altobello Persio, 1540 circa, Chiesa di Santa Maria della Croce, Ferrandina

Figlia di Pirro del Balzo, quarto duca di Andria e principe di Altamura, e di Maria Donata del Balzo Orsini duchessa di Venosa, figlia del duca di Venosa Gabriele del Balzo Orsini e nipote del principe Giovanni Antonio del Balzo Orsini. Pietro, detto anche Pirro, era Gran Connestabile del regno di Napoli e fu ucciso nel 1491.

### Principessa e regina di Napoli
Dopo essere stata fidanzata nel 1483 a Francesco, primogenito del re di Napoli, Ferrante d'Aragona e della sua prima moglie Isabella di Taranto (Isabella di Chiaromonte), il 28 novembre 1487 Isabella del Balzo ne sposò il figlio secondogenito, il principe Federico di Napoli, vedovo di Anna di Savoia (1455-1480).
Il 23 ottobre 1496, Federico succedette a suo nipote Ferdinando II di Napoli ed Isabella divenne la Regina consorte, ma solo per cinque anni.
Infatti il re Luigi XII di Francia e re Ferdinando II di Aragona si contendevano la successione a re Carlo VIII di Francia per il regno di Napoli e Sicilia. Così nel 1501 Federico fu deposto e costretto all'esilio (morì a Tours il 9 novembre 1504).
Isabella, insieme ai suoi figli Cesare Isabella e Giulia e alcuni membri della sua corte si diresse prima a Sabbioneta (1507-1508) dalla sorella Antonia, moglie di Giovan Francesco Gonzaga Sabbioneta, e poi a Ferrara, ospite del Duca Alfonso d'Este, dove morirà il 22 maggio 1533. Purtroppo non vi è traccia del corpo della regina Isabella, sepolta nel Monastero di Santa Caterina Martire, dal momento che il monastero fu soppresso.

### Lo Balzino
Dettagli sulla vita di Isabella si ricavano dal poema Lo Balzino scritto da Rogeri de Pacienzia a Nardò nel 1499, analizzato da Benedetto Croce (La regina Isabella del Balzo, Napoli 1897) e pubblicato da Mario Marti nella biblioteca Salentina di cultura.
Il manoscritto F27 si trova nella Biblioteca Augusta di Perugia, una bella copia preparata per la nobildonna leccese Giulia Paladini, signora di Rogeri e amica d'Isabella.
Lo Balzino narra in ottave canterine la vita di Isabella del Balzo dalla nascita fino al trionfo regale del 13 febbraio 1498, quando Federico rientrò nella sua Napoli festante dopo la sua vittoria sul principe di Salerno. Sono otto canti, ma particolarmente suggestivi appaiono i canti centrali - dal terzo al sesto contenenti le sventure di Isabella e poi il suo trionfale viaggio da Lecce verso Napoli.
Questa la parte relativa alla nascita di Isabella ed alcuni presagi. La sua bocca era così piccola che fu difficile trovare una nutrice:
Nascette questa nobile fantina

Che tutti membri ben formati haveva

Ma la boccuzza sua si piccolina

Che popigno de ziza nullo ne capea

Donna nissuna fusse 'lla vicina

Lactar per alcun modo la possea

Et spremer bisognava intro la boccha

Lo lacte da le zize a gotta agotta.

## Discendenza
Isabella diede a Federico cinque figli:
- Ferdinando (15 dicembre 1488 – 1550), duca di Calabria, condotto prigioniero in Spagna, divenne viceré di Valencia dopo il matrimonio contratto nel 1526 con Germana de Foix;
- Giulia (1492-10 marzo 1542), fu promessa in sposa dall'imperatore Carlo V al marchese di Mantova Federico II Gonzaga che non la sposò mai, e  successivamente divenne consorte di Giovanni Giorgio, marchese del Monferrato;
- Isabella (1496 - 1550);
- Alfonso di Napoli (1498 - 1515), penultimo figlio di Federico, morì nel 1515 in Francia, quando provava a rientrare dalla madre che viveva esule a Ferrara e "deposto sta in Santa Clara dalle clarisse di Grenoble"[2];
- Cesare di Napoli (1502 - 10 dicembre 1520), ultimogenito dei reali di Napoli, morì diciottenne nel 1520 e le sue spoglie riposano nel Monastero delle Clarisse del Corpus Domini di Ferrara.